# Primer cinturón de circunvalación de Madrid
El primer cinturón de circunvalación o paseo de ronda de Madrid, más conocido en el siglo xxi como M-10, es un conjunto de vías urbanas que rodean al casco antiguo de Madrid (distrito Centro), siguiendo de forma parcial el trazado de la antigua Cerca de Felipe IV. Podría considerarse, en el argot del urbanismo contemporáneo, la primera vía de circunvalación de la ciudad.
Se materializó con la realización del primer plan de ensanche de la ciudad tomando un trazado coherente como paseo de ronda que culminará en el paseo de Ronda, como límite de dicho ensanche de Madrid. En su proceso cobraron entidad nominal algunas de sus partes: el Prado-Recoletos (concebido urbanísticamente como un eje, y los anillos formados por el diseño de las Rondas y los Bulevares).

## Trazado y tramos
El crecimiento de Madrid, condicionado por la difícil topografía hacia la ribera del río Manzanares, se manifiesta igualmente en la determinación de la primera circunvalación. El crecimiento mucho más ordenado y coherente hacia el norte, este y sur de la ciudad hace que en estos tramos el conjunto de rondas esté claramente definido, sin embargo en el lado oeste de la ciudad, la peculiar configuración y desarrollo de la ciudad hacen que no esté claro el recorrido del primer anillo de rondas, y según la fuente usada este puede variar.
Los tramos en los que existe coincidencia de criterios son los siguientes:
| vía                          | inicio                          | final                           | longitud |
| ---------------------------- | ------------------------------- | ------------------------------- | -------- |
| Calle del Marqués de Urquijo | Paseo del Pintor Rosales        | Calle de la Princesa            | 500 m    |
| Calle de Alberto Aguilera    | Calle de Princesa               | Glorieta de Ruiz Jiménez        | 895 m    |
| Calle de Carranza            | Glorieta de Ruíz Jiménez        | Glorieta de Bilbao              | 300 m    |
| Calle de Sagasta             | Glorieta de Bilbao              | Plaza de Alonso Martínez        | 535 m    |
| Calle de Génova              | Glorieta de Alonso Martínez     | Plaza de Colón                  | 550 m    |
| Paseo de Recoletos           | Plaza de Colón                  | Plaza de Cibeles                | 690 m    |
| Paseo del Prado              | Plaza de Cibeles                | Plaza del Emperador Carlos V    | 500 m    |
| Ronda de Atocha              | Plaza del Emperador Carlos V    | Ronda de Valencia               | 550 m    |
| Ronda de Valencia            | Ronda de Valencia               | Glorieta de Embajadores         | 250 m    |
| Ronda de Toledo              | Glorieta de Embajadores         | Glorieta de la Puerta de Toledo | 700 m    |
| Ronda de Segovia             | Glorieta de la Puerta de Toledo | Calle de Segovia                | 1000 m   |

En la zona oeste del casco antiguo de la ciudad según el criterio utilizado el trazado puede variar ateniendo a diferentes criterios y fuentes:
- De acuerdo a los límites administrativos del distrito Centro: Ronda de Segovia, calle de Segovia, paseo de la Virgen del Puerto, cuesta de San Vicente, plaza de España, calle de la Princesa. En este caso, la calle del Marqués de Urquijo quedaría fuera de este anillo.

- De acuerdo con el futuro proyecto de la M-10 ciclista de Madrid:[4] Gran Vía de San Francisco, calle de Bailén, calle de Ferraz y paseo del Pintor Rosales. Con este trazado es la ronda de Segovia la que quedaría descolgada de dicha circunvalación.

## LaM-10 ciclista
Dentro del Plan Director de Movilidad Ciclista desarrollado por el Ayuntamiento de Madrid, y vinculado a la mejora de la red de transporte público de superficie, se tiene previsto actuar durante el final de 2013 a lo largo del circuito urbano formado por las calles Génova, Sagasta, Carranza, Alberto Aguilera, Marqués de Urquijo, Ferraz, paseo del Pintor Rosales, calle Bailén, Gran Vía de San Francisco, rondas de Toledo, Valencia y Atocha y paseos del Prado y de Recoletos; para optimizar el uso de los carriles bus-taxi-moto existentes, y para incorporar el uso de la bicicleta reservando uno de los carriles generales por sentido para uso compartido con una limitación de velocidad específica de 30 km/h.